# Fairview (Alberta)
Pour les articles homonymes, voir Fairview.
Fairview est une ville (town) de Fairview No 136, située dans la province canadienne d'Alberta.

## Démographie
En tant que localité désignée dans le recensement de 2011, Fairview a une population de 3 162 habitants dans 1266 de ses 1322 logements, soit une variation de -4.1% avec la population de 2006. Avec une superficie de 11,302 7 km2, la ville possède une densité de population de 279,756 2 hab/km2 en 2011.
Concernant le recensement de 2006, Fairview abritait 3 297 habitants dans 1306 de ses 1389 logements. Avec une superficie de 9,650 0 km2, la ville possédait une densité de population de 341,7 hab/km2 en 2006.
| 2001  | 2006  | 2011  | 2016  |
| ----- | ----- | ----- | ----- |
| 3 155 | 3 297 | 2 767 | 2 598 |